# Stenotrema edgarianum
Stenotrema edgarianum är en snäckart som först beskrevs av I. Lea 1841.  Stenotrema edgarianum ingår i släktet Stenotrema och familjen Polygyridae. Inga underarter finns listade i Catalogue of Life.